# Буллок (округ, Джорджия)
Бу́ллок (англ. Bulloch County) — округ штата Джорджия, США. Население округа на 2000 год составляло 55983 человек. Административный центр округа — город Стейтсборо.

## История
Округ Буллок основан в 1796 году.

## География
Округ занимает площадь 1769 км2.

## Демография
Согласно Бюро переписи населения США, в округе Буллок в 2000 году проживало 55983 человек. Плотность населения составляла 31.6 человек на квадратный километр.